# William Spencer, II barone Spencer di Wormleighton
William Spencer, II barone Spencer di Wormleighton (Althorp, 4 gennaio 1591 – Althorp, 19 dicembre 1636), è stato un nobile inglese.

## Biografia
William Spencer nacque il 4 gennaio 1591, secondo figlio maschio di Robert Spencer, I barone di Wormleighton
 e di Margaret Willoughby. Fu educato al Magdalen College di Oxford, ottenendo una formazione che gli consentì di intraprendere una prestigiosa carriera pubblica, come i suoi avi. Nel 1614 fu infatti eletto in Parlamento per Brackley, come già suo padre, e nuovamente tra il 1620 e il 1622 per il Northamptonshire mentre nel 1616 fu armato cavaliere. Mantenne l'incarico di vice-luogotenente (Deputy Lieutenant) per il Northamptonshire dal 1618 al 1621 e nuovamente tra il 1624 e il 1625, e l'anno seguente sedette per l'ultima volta in Parlamento (nel 1627 aveva infatti ereditato il titolo paterno che gli dava diritto di sedere alla Camera alta). Dal 1629 al 1636, anno della sua morte, fu anche Custos Rotulorum per il Northamptonshire.

### Matrimonio

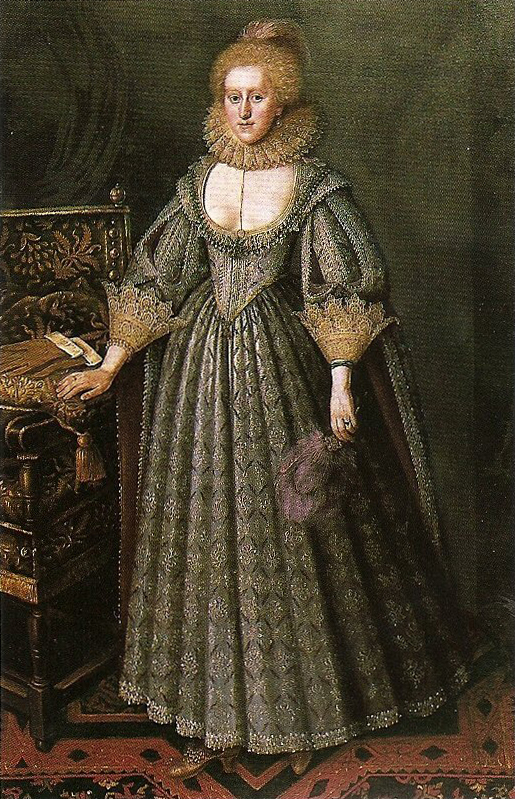
Penelope, baronessa Spencer

Lord Spencer sposò Lady Penelope Wriothesley, figlia di Henry Wriothesley, 3º conte di Southampton, nel 1615. La coppia ebbe sette figli:
- Lady Elizabeth Spencer (†1672), sposò in prime nozze John Craven I barone Craven di Ryton, successivamente Henry Howard ed infine William Crofts;
- Henry (1620 - 1643), I conte di Sunderland;
- Lady Anne Spencer (nata nel 1623), sposò sir Robert Townsend;
- William Spencer di Ashton (1625 - 1688), sposò Elizabeth Gerard;
- lady Alice Spencer (1625 - 1712) sposò Henry Moore, I conte di Drogheda;
- lady Margaret Spencer (1627 - 1693), sposò Anthony Ashley-Cooper, I conte di Shaftesbury;
- Robert (1629 - 1694), I Visconte di Teviot, sposò Jane Spencer di Yarnton;

### Morte
Morì il 19 dicembre 1636 e venne sepolto il 27 dello stesso mese nella tomba di famiglia a Great Brington.